# فيكو سي
لويس أرماندو لوزادا كروز (من مواليد 8 سبتمبر 1971) ، المعروف باسمه المسرحي فيكو سي (بالإسبانية: Vico C) ، هو مغني راب أمريكي ومنتج قياسي.  نظرًا لكونه الأب المؤسس لـ لريغيتون ، فقد لعب فيكو سي دورًا مؤثرًا في تطوير موسيقى الهيب هوب الأمريكية اللاتينية والموسيقى الحضرية. 

## روابط خارجية
- مقابلة فيكو سي
- فيلم فيكو سي السيرة الذاتية للمخرج إدواردو أورتيز